# Paulo d’Eça Leal
Paulo Vicente Pereira d’Eça e Albuquerque Leal (ur. 15 lipca 1901 w Lizbonie, zm. 18 września 1977) – portugalski szpadzista, brązowy medalista olimpijski.
Na igrzyskach olimpijskich w Paryżu w 1924 roku był czwarty w turnieju drużynowym. Na rozgrywanych cztery lata później igrzyskach olimpijskich w Amsterdamie Portugalczycy w składzie: Paulo d’Eça Leal, Frederico Paredes, Mário de Noronha, Jorge de Paiva, João Sassetti i Henrique da Silveira zdobyli brązowy medal w szpadzie drużynowej. W turnieju indywidualnym odpadł w ćwierćfinałach. Brał też udział w igrzyskach olimpijskich w Berlinie w 1936 roku, zajmując drużynowo piąte miejsce, a indywidualnie odpadając w półfinałach. 
Nie zdobył medalu mistrzostw świata.